# Rogier Wassen
Rogier Wassen (Roermond, 9 augustus 1976) is een Nederlands voormalig professioneel tennisspeler. Wassen was proftennisser van 1994 tot 2014. In zijn actieve carrière heeft Wassen zich vooral toegelegd op het dubbelspel, waarin hij succesvoller bleek te zijn dan in het enkelspel.

## Jeugd en juniorencarrière
Wassen begon al met tennissen op zijn zevende jaar. Hij speelde bij lokale tennisclub in Herkenbosch, waar Silvio van Gool zijn trainer was. Al vrij snel was duidelijk dat hij een echt talent was. Vanaf zijn tiende jaar speelde hij op het op districtsniveau in Limburg, Geert Quaedvlieg was daar de districtstrainer. Na twee jaar ging hij verder en werd Quaedvlieg zijn persoonlijke trainer-coach en is dat sindsdien ook gebleven, wat vrij uniek is in de tennissport.
Wassen wist in alle leeftijdscategorieën Nederlands kampioen te worden. Hij werd op zijn vijftiende zowel in de categorie tot en met zestien als bij de categorie tot en met achttien nationaal kampioen. Bij de senioren werd hij nationaal kampioen op 20 mei in 1995.
Wassen wist daarnaast in het juniorencircuit diverse toernooien te winnen. Op de Orange Bowl Cup, het officieuze wereldkampioenschap onder zestien in Miami, speelde hij als 15-jarige de finale, maar verloor en werd dus tweede. Twee jaar later op het Europese kampioenschap in Klosters (Zwitserland) werd hij in de finale in de derde set verslagen door Carlos Moyà met 6-4.

## Carrière
Rogier Wassen heeft zich toegelegd op het dubbelspel, hij speelde vaak samen met de Zuid-Afrikaan Jeff Coetzee. Ze behaalden in het kalenderjaar 2007 twee titels, in Auckland en bij de Ordina Open in Rosmalen.
Rogier Wassen is ook drie keer uitgekomen voor Nederland in de Davis Cup. Hij verloor daarin driemaal. Hij speelde met Peter Wessels, Robin Haase en Jesse Huta Galung.
In zijn hele carrière boekte Wassen vijf dubbeltitels, waaronder twee in het jaar 2007.
Tijdens de Grandslamtoernooien drong Wassen meermalen door tot de derde ronde en eenmaal tot de kwartfinale (Australië). Op 18 juni 2007 stond Rogier Wassen op zijn hoogste positie op de wereld-dubbelranglijst. Hij stond 24ste.
In juli 2007 behaalde hij samen met Robin Haase de finale van het dubbeltoernooi bij de Dutch Open in Amersfoort. Hierin verloor hij echter van een Argentijns duo met 6-2 en 6-0. In Limburg werd Rogier Wassen verkozen tot Sportman van het jaar 2007.

### 2010
In januari versloeg Wassen, aan de zijde van de Argentijn Horacio Zeballos, de nummers een van de wereld Bob en Mike Bryan.
Het eerste hoogtepunt van 2010 kwam in het Italiaanse Cordenons, waar Wassen samen met Robin Haase een Challenger won. Een week later, dit keer met Dustin Brown, zegevierde Wassen op het Challenger-toernooi van Kitzbühel.
Op de US Open werd een achtste finale bereikt. Met de Duitser Florian Mayer werd in drie sets verloren van het sterke Spaanse koppel Marcel Granollers en Tommy Robredo. De goede samenwerking met Brown werd in Szczecin, Polen vervolgd, waar Wassen zijn derde Challenger van 2010 won. Een week later haalden de twee de finale van het ATP-toernooi in Metz.

## Palmares
| Legenda                       | Legenda               |
| ----------------------------- | --------------------- |
| Grand Slam                    |                       |
| Olympische Spelen             |                       |
| tot 2009                      | vanaf 2009            |
| Tennis Masters Cup            | ATP Finals            |
| ATP Masters Series            | ATP Tour Masters 1000 |
| ATP International Series Gold | ATP Tour 500          |
| ATP International Series      | ATP Tour 250          |

### Dubbelspel
| Nr.                              | Datum             | Toernooi              | Ondergrond | Partner          | Tegenstander in finale                   | Score                | Details |
| -------------------------------- | ----------------- | --------------------- | ---------- | ---------------- | ---------------------------------------- | -------------------- | ------- |
| Gewonnen finales heren dubbel    |                   |                       |            |                  |                                          |                      |         |
| 1.                               | 15 januari 2006   | ATP Auckland          | Hardcourt  | Andrei Pavel     | Simon Aspelin Todd Perry                 | 6-3, 5-7, 10-4       | Details |
| 2.                               | 14 januari 2007   | ATP Auckland          | Hardcourt  | Jeff Coetzee     | Simon Aspelin Chris Haggard              | 6-711, 6-3, 10-2     | Details |
| 3.                               | 22 juni 2007      | ATP Rosmalen          | Gras       | Jeff Coetzee     | Leander Paes Martin Damm                 | 3-6, 7-65, 12-10     | Details |
| 4.                               | 20 juli 2008      | ATP Amersfoort        | Gravel     | František Čermák | Jesse Huta Galung Igor Sijsling          | 7-5, 7-5             | Details |
| 5.                               | 26 september 2010 | ATP-toernooi van Metz | Gravel     | Dustin Brown     | Marcelo Melo Bruno Soares                | 6-3, 6-3             | Details |
| Verloren finales heren dubbel    |                   |                       |            |                  |                                          |                      |         |
| 1.                               | 30 oktober 2005   | ATP Lyon              | Tapijt     | Jeff Coetzee     | Michaël Llodra Fabrice Santoro           | 3-6, 1-6             | Details |
| 2.                               | 22 juli 2007      | ATP Amersfoort        | Gravel     | Robin Haase      | Juan Pablo Brzezicki Juan-Pablo Guzmán   | 2-6, 0-6             | Details |
| 3.                               | 1 maart 2008      | ATP Zagreb            | Hardcourt  | Christopher Kas  | Paul Hanley Jordan Kerr                  | 3-6, 6-3, 8-10       | Details |
| 4.                               | 8 februari 2009   | ATP Zagreb            | Hardcourt  | Christopher Kas  | Martin Damm Robert Lindstedt             | 6-4, 6-3             | Details |
| 5.                               | 12 juli 2009      | ATP Newport           | Gras       | Michael Kohlmann | Rajeev Ram Jordan Kerr                   | 6–7(6), 7–6(7), 10-6 | Details |
| Gewonnen challengers herendubbel |                   |                       |            |                  |                                          |                      |         |
| 1.                               | 12 juli 1998      | Oberstaufen           |            |                  |                                          |                      |         |
| 2.                               | 7 oktober 2001    | Buchara               |            |                  |                                          |                      |         |
| 3.                               | 21 oktober 2001   | Quito                 |            |                  |                                          |                      |         |
| 4.                               | 29 september 2002 | Samarkand             |            |                  |                                          |                      |         |
| 5.                               | 5 januari 2003    | São Paulo-1           |            |                  |                                          |                      |         |
| 6.                               | 16 maart 2003     | Tasmanië              |            |                  |                                          |                      |         |
| 7.                               | 6 juli 2003       | Reggio Emilia         |            |                  |                                          |                      |         |
| 8.                               | 13 juli 2003      | Montauban             |            |                  |                                          |                      |         |
| 9.                               | 24 augustus 2003  | Mönchengladbach       |            |                  |                                          |                      |         |
| 10.                              | 7 september 2003  | Brașov                |            |                  |                                          |                      |         |
| 11.                              | 19 oktober 2003   | Réunion               |            |                  |                                          |                      |         |
| 12.                              | 7 maart 2004      | Besançon              |            |                  |                                          |                      |         |
| 13.                              | 11 april 2004     | San Luis Potosí       |            |                  |                                          |                      |         |
| 14.                              | 28 november 2004  | Groningen             |            |                  |                                          |                      |         |
| 15.                              | 5 december 2004   | Kish                  |            |                  |                                          |                      |         |
| 16.                              | 28 augustus 2005  | Manerbio              |            |                  |                                          |                      |         |
| 17.                              | 23 oktober 2005   | Southampton           |            |                  |                                          |                      |         |
| 18.                              | 2 april 2006      | Mexico-Stad           |            |                  |                                          |                      |         |
| 19.                              | 22 oktober 2006   | Kolding               |            |                  |                                          |                      |         |
| 20.                              | 1 augustus 2010   | Cordenons             |            |                  |                                          |                      |         |
| 21.                              | 8 augustus 2010   | Kitzbühel             | Gravel     | Dustin Brown     | Hans Podlipnik Castillo Max Raditschnigg | 3-6, 7-5, [10-7]     |         |

## Prestatietabel
| Legenda | Legenda                          |
| ------- | -------------------------------- |
| g.t.    | geen toernooi gehouden           |
| l.c.    | lagere categorie                 |
| –       | niet deelgenomen                 |
| G       | uitgeschakeld in de groepsfase   |
| 1R      | uitgeschakeld in de eerste ronde |
| 2R      | uitgeschakeld in de tweede ronde |
| 3R      | uitgeschakeld in de derde ronde  |
| 4R      | uitgeschakeld in de vierde ronde |
| KF      | uitgeschakeld in de kwartfinale  |
| HF      | uitgeschakeld in de halve finale |
| F       | de finale verloren               |
| W       | het toernooi gewonnen            |
| w-v     | winst/verlies-balans             |

Enkelspel
Wassen speelde geen Grandslamtoernooien in het enkelspel.
Dubbelspel
| Toernooi        | 2002 | 2004 | 2005 | 2006 | 2007 | 2008 | 2009 | 2010 | 2011 |
| --------------- | ---- | ---- | ---- | ---- | ---- | ---- | ---- | ---- | ---- |
| Australian Open | –    | –    | 2R   | 2R   | KF   | 3R   | 2R   | 1R   | 2R   |
| Roland Garros   | –    | 3R   | 1R   | 2R   | 3R   | 2R   | 3R   | 1R   | 1R   |
| Wimbledon       | 1R   | 1R   | 3R   | 2R   | 1R   | 3R   | 3R   | 1R   | 1R   |
| US Open         | –    | 3R   | 1R   | 2R   | 3R   | 1R   | 2R   | 3R   | 2R   |